# Azarmidocht

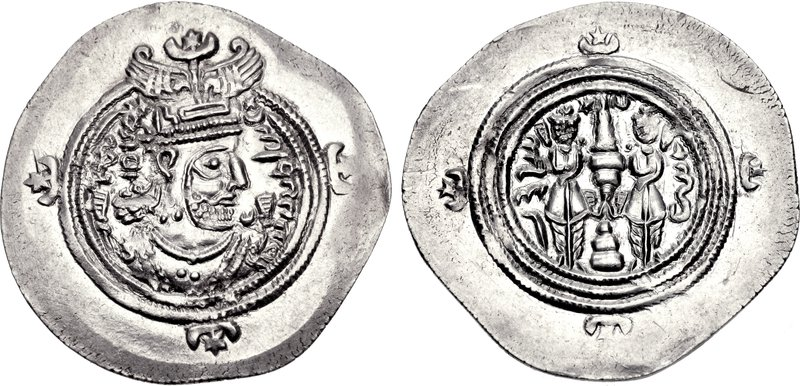
Münze der Azarmidocht mit dem Bildnis ihres Vaters Chosrau II. links

Azarmidocht oder Azarmeducht (persisch Āzarmīdoḵt – auch als Āzarmīgduxt und Azarmedukht sowie Āzarmduxt bekannt – gestorben wahrscheinlich 631/632) war eine Tochter des persischen Königs Chosrau II. Sie bestieg als zweite – und letzte – Frau den Thron des Sassanidenreiches; ihre Schwester war Boran, die ihr als Herrscherin vorangegangen war.
Nach dem Tod ihres Vaters Chosrau II. herrschten anarchisch anmutende Zustände im Sassanidenreich. Die nachfolgenden Herrscher konnten sich nur relativ kurze Zeit auf dem Thron halten, und über viele wissen wir nicht viel mehr als die Namen. Zudem ist unsere Quellenüberlieferung für diese Zeit sehr unzuverlässig und teils widersprüchlich, sodass sich die Regierungszeit Azarmeduchts nicht genau datieren lässt.
Sie soll nach Tabari einige Monate im Jahr 630 regiert haben, was aber zu Unstimmigkeiten mit den Daten bezüglich ihrer Schwester Boran führt, der sie offenbar nachgefolgt war und die erst 631 verstarb. Sie regierte wohl tatsächlich nur einige Monate, aber vermutlich im Zeitraum 631/632. Sie ließ in dieser Zeit auch Münzen prägen, was ein königliches Vorrecht war. In den islamischen Quellen wird sie zudem als sehr schön und klug beschrieben.
Tabari berichtet, dass der General Farruch Hormizd Azarmeducht heiraten wollte. Die Königin ließ ihn jedoch ermorden, als er intim mit ihr werden wollte, woraufhin der Sohn des Generals die Hauptstadt Ktesiphon einnahm. Nach Tabari handelte es sich bei diesem Sohn um Rostam Farrochzād, einen späteren General Yazdegerds III., der im Kampf gegen die Araber fiel. Azarmeducht wurde geblendet und anschließend getötet.
In kurzen Abständen folgten ihr Hormizd V. und Chosrau IV. auf den Thron. Unter König Yazdegerd III., dem letzten männlichen Spross der Herrscherfamilie, konnte die Lage des Reiches dann kurzzeitig wieder stabilisiert werden, bevor dieser Konsolidierung durch die Angriffe der Araber seit 636 ein jähes Ende bereitet wurde.